# Socket A

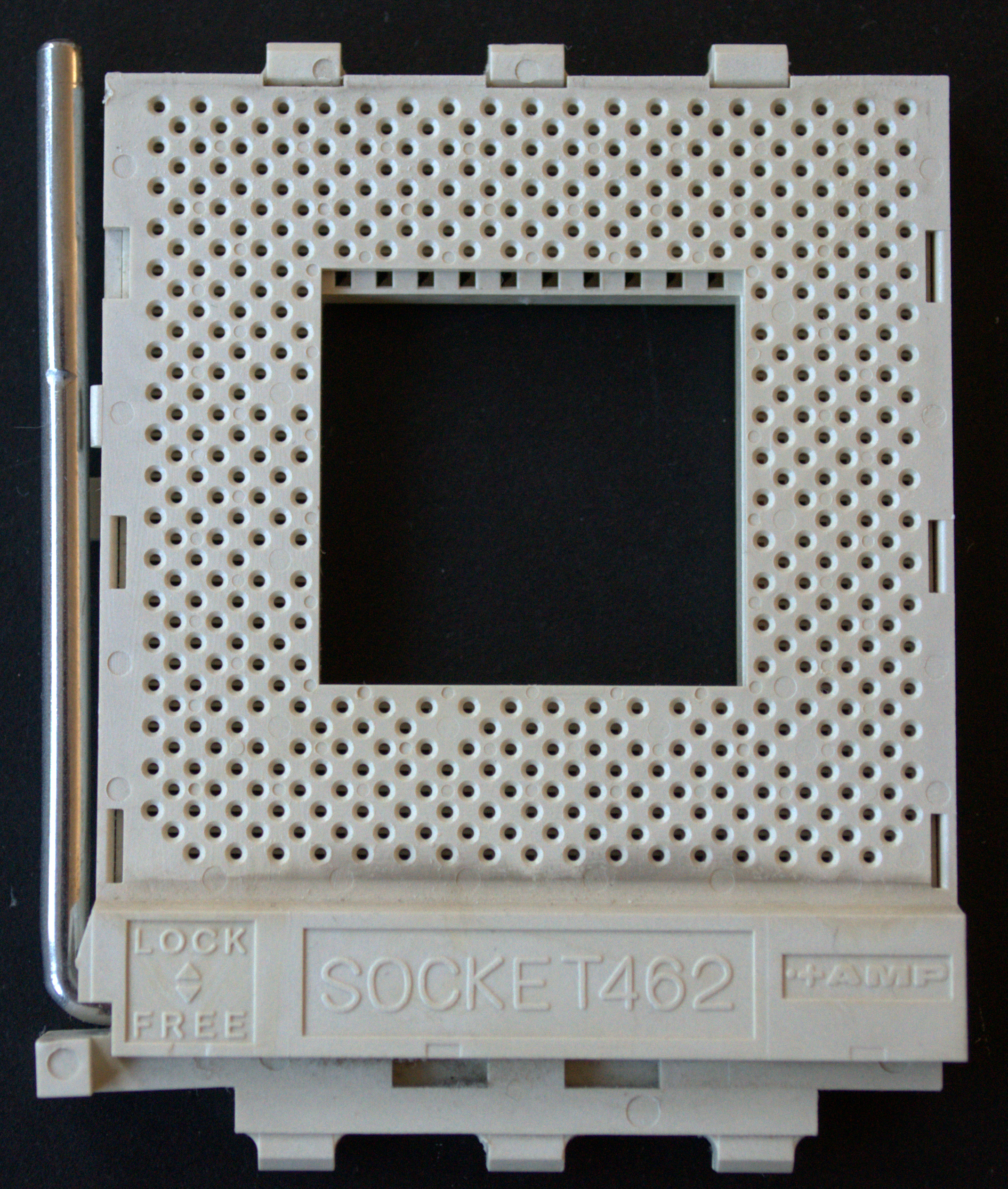
Socket 462

Socket A är en specifikation för vilken sockel en processor tillhör. Sockel A kallas även socket 462 för deras 462 "pinnar". Processorer som tillkommer i denna gruppen är AMD Athlon, Athlon XP, Duron och Sempron.